# Preacher (série télévisée)
Pour l’article homonyme, voir Preacher.
Preacher est une série télévisée américaine en 43 épisodes d'environ 42 minutes basée sur les comics Preacher du scénariste britannique Garth Ennis. La série est créée par Seth Rogen, Evan Goldberg et Sam Catlin, diffusée du 22 mai 2016 au 29 septembre 2019 sur la chaîne AMC.
En France, la série est diffusée en version originale sous-titrée depuis le 30 mai 2016 sur OCS Choc. En version française, elle est diffusée en Belgique depuis le 7 octobre 2016 sur Be tv et en France à partir du 20 novembre 2016 sur OCS Choc. Cette série reste inédite dans les autres pays francophones mais disponible en France sur Prime Video puis sur Netflix depuis 2023.

## Synopsis
Le révérend Jesse Custer, un homme d'église d'une petite ville des États-Unis mais au passé trouble, voit ses fidèles partir et laisse s'éteindre sa foi. Mais il va bientôt avoir la preuve que Dieu existe bel et bien quand il se retrouve possédé par Genesis, une entité divine qui lui donne le pouvoir de soumettre quiconque à sa Voix. Avec Tulip O'Hare, son ex-compagne cambrioleuse, et Cassidy, un vampire irlandais centenaire, il va partir vers les voies impénétrables du Seigneur.

## Distribution

### Acteurs principaux
- Dominic Cooper (VF : Stéphane Pouplard) : Révérend Jesse Custer
- Ruth Negga (VF : Nathalie Karsenti) : Tulip O'Hare
- Joseph Gilgun (VF : Jérémy Prévost) : Cassidy
- Graham McTavish (VF : Patrick Béthune [saisons 1 et 2] puis Serge Biavan [saisons 3 et 4]) : le Saint des Tueurs
- Ian Colletti (VF : Valéry Schatz [saison 1] Gwendal Anglade [saisons 2 à 4]) : Eugene Root / Arseface
- Lucy Griffiths (VF : Audrey Sablé) : Emily Woodrow (saison 1)
- W. Earl Brown (VF : Stéphane Bazin) : le shérif Hugo Root (saison 1, invité saison 2)
- Derek Wilson (VF : Gilduin Tissier) : Donny Schenck (saison 1)
- Anatol Yusef (en) (VF : Cédric Dumond) : DeBlanc (saison 1)
- Tom Brooke (VF : Laurent Morteau) : Fiore (saison 1, invité saisons 2 et 4)
- Morse Bicknell (saison 1) puis Pip Torrens (VF : Philippe Dumond) : Herr Klaus Starr (saisons 2 à 4, invité saison 1)
- Noah Taylor (VF : Nicholas Buchoux) : Adolf Hitler / David Hilter (saisons 2 à 4)
- Julie Ann Emery (VF : Barbara Tissier) (1re voix, saison 2 épisode 3 uniquement) puis (VF : Céline Mauge) (2e voix) : Sarah Featherstone[5] (saisons 2 à 4)
- Colin Cunningham (VF : Boris Rehlinger) : Theodore Charles / T.C. (saison 3, invité saison 2)
- Betty Buckley (VF : Frédérique Cantrel) : Marie « Mémé » L'Angelle (saison 3, invitée saison 2)
- Malcolm Barrett (VF : Raphaël Cohen) : F.J. Hoover (saison 3, récurrent saison 2)
- Mark Harelik (VF : Philippe Catoire) : lui-même / Dieu (saison 4, invité saison 1, récurrent saisons 2 et 3)
- Tyson Ritter (VF : Fabrice Fara) : Humperdoo / le Messie et Jésus Christ (saison 4, invité saison 2, récurrent saison 3)

### Acteurs récurrents
- Jackie Earle Haley (VF : Julien Kramer) : Odin Quinncannon (saison 1)
- Ricky Mabe (pl) (VF : Joachim Salinger) : le maire Miles Person (saison 1)
- Jamie Anne Allman (en) (VF : Léa Gabrièle) : Betsy Schenck (saison 1)
- Nathan Darrow (en) (VF : Xavier Béja) : Révérend John Custer (invité récurrent depuis la saison 1)
- Bonita Friedericy (VF : Brigitte Aubry) : Terri Loach (saison 1)
- Elizabeth Perkins : Vyla Quinncannon (saison 1)
- Ronald Guttman (VF : Michel Elias) : Denis (saison 2)
- Justin Prentice (VF : Maxime Beaudouin) : Tyler (saison 2)
- Amy Hill (VF : Marie-Madeleine Burguet-Le Doze) : Ms Mannering (saison 2)
- Jeremy Childs (VF : Pascal Casanova) : Jody (saison 3)
- Jonny Coyne (VF : Achille Orsoni) : Archipère D'Aronique (saison 3)
- Adam Croasdell (VF : Pierre Tessier) : Eccarius (saison 3)
- Prema Cruz (VF : Yaël Elhadad) : Sabina Boyd (saison 3)
- Jason Douglas (VF : Patrick Borg) : Satan (saison 3)
- Lachy Hulme (VF : Gilles Morvan) : Frankie Toscani (saison 4)
- David Field (VF : Jean-Pol Brissart) : L'Archange (saison 4)
- Ditch Davey (VF : Stéfan Godin) : Steve le pilote (saison 4)
- Aleks Mikic (VF : Hervé Grull) : Hoover 2 (saison 4)

- Version françaiseAdaptation française : Olivier Delebarre, Mélanie de Truchis, Margaux Lamy
  - Société de doublage : Dubbing Brothers[6]
  - Direction artistique : Philippe Peythieu[6]

Source VF : Doublage Séries Database

## Production

### Développement

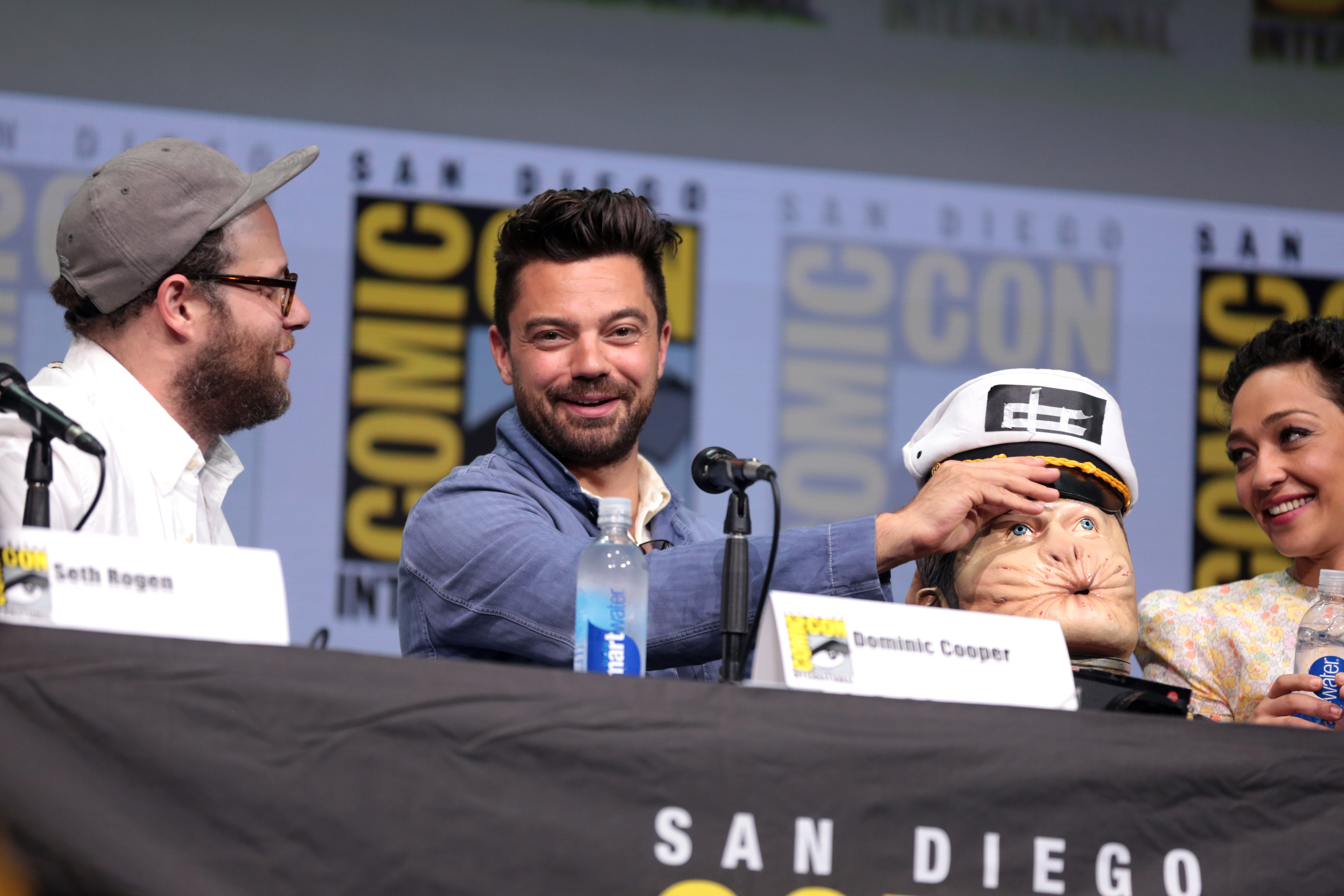
Le scénariste/producteur Seth Rogen avec les acteurs principaux Dominic Cooper et Ruth Negga.

L'annonce d'une adaptation en série télévisée du comics Preacher pour AMC est faite le 16 novembre 2013. Le 18 novembre 2013, Seth Rogen et Evan Goldberg sont annoncés comme responsables de l'écriture du pilote avec Sam Catlin, et l'épisode sera distribué par Sony Pictures Television. Le 6 février 2014, AMC commande un script pour un pilote à Rogen et Goldberg, et confirme Sam Catlin au poste de showrunner. Le 3 décembre 2014, AMC achète le pilote, écrit par Catlin, pour tournage. Les créateurs Steve Dillon et Garth Ennis sont associés à la série comme coproducteurs exécutifs.
La série est officiellement commandée pour une saison de dix épisodes le 9 septembre 2015.
Le 29 juin 2016, AMC annonce la reconduction de la série pour une deuxième saison de treize épisodes.
Le 26 octobre 2017, Seth Rogen confirme la reconduction de la série pour une troisième saison.
Le 29 novembre 2018, la série est renouvelée pour une quatrième et dernière saison, le tournage sera relocalisé en Australie.

### Casting
En mars 2015, Ruth Negga a été choisie pour le rôle de Tulip O'Hare, l'ex-petite amie de Jesse Custer, et Joe Gilgun pour le rôle de Cassidy, un vampire irlandais et le meilleur ami de Custer. En avril 2015, Lucy Griffiths a été choisie pour interpréter Emily Woodrow, un personnage décrit comme une mère célibataire raisonnable, qui est serveuse, l'organiste de l'église, la comptable et le fidèle bras droit de Jesse. En avril également, il a été confirmé que Dominic Cooper jouerait le rôle de Jesse Custer.

### Promotions
AMC a diffusé un marathon des cinq premiers épisodes de Preacher du 30 juin au 1er juillet 2016, avec en prime des séquences tournées dans les coulisses de chaque épisode.

## Épisodes

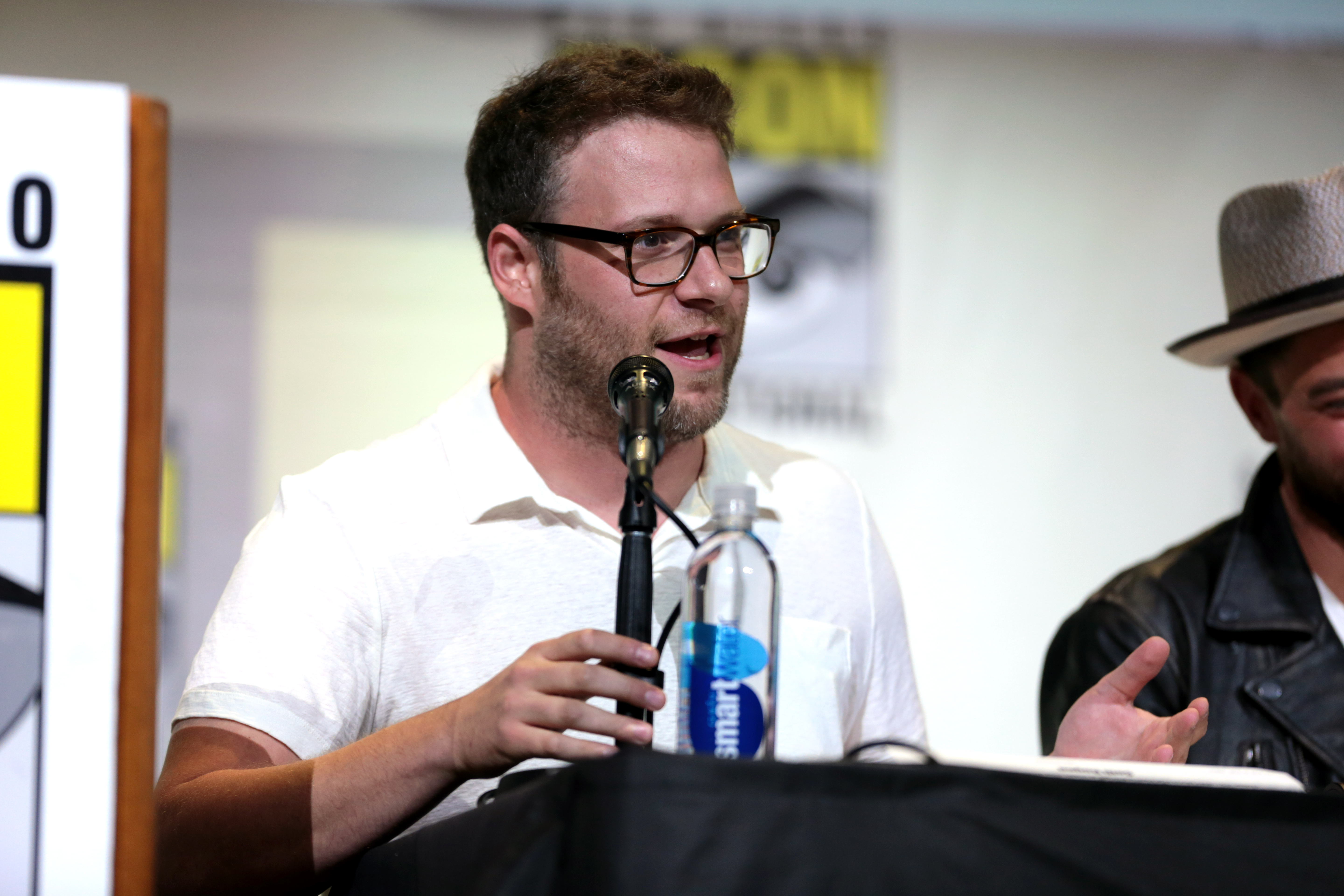
Le co-créateur de la série Seth Rogen au San Diego Comic-Con 2016 pour la promotion de la première saison.

### Première saison (2016)
1. Une question de choix (Pilot)
2. Une révélation (See)
3. Grand Pouvoir, Grandes Possibilités (The Possibilities)

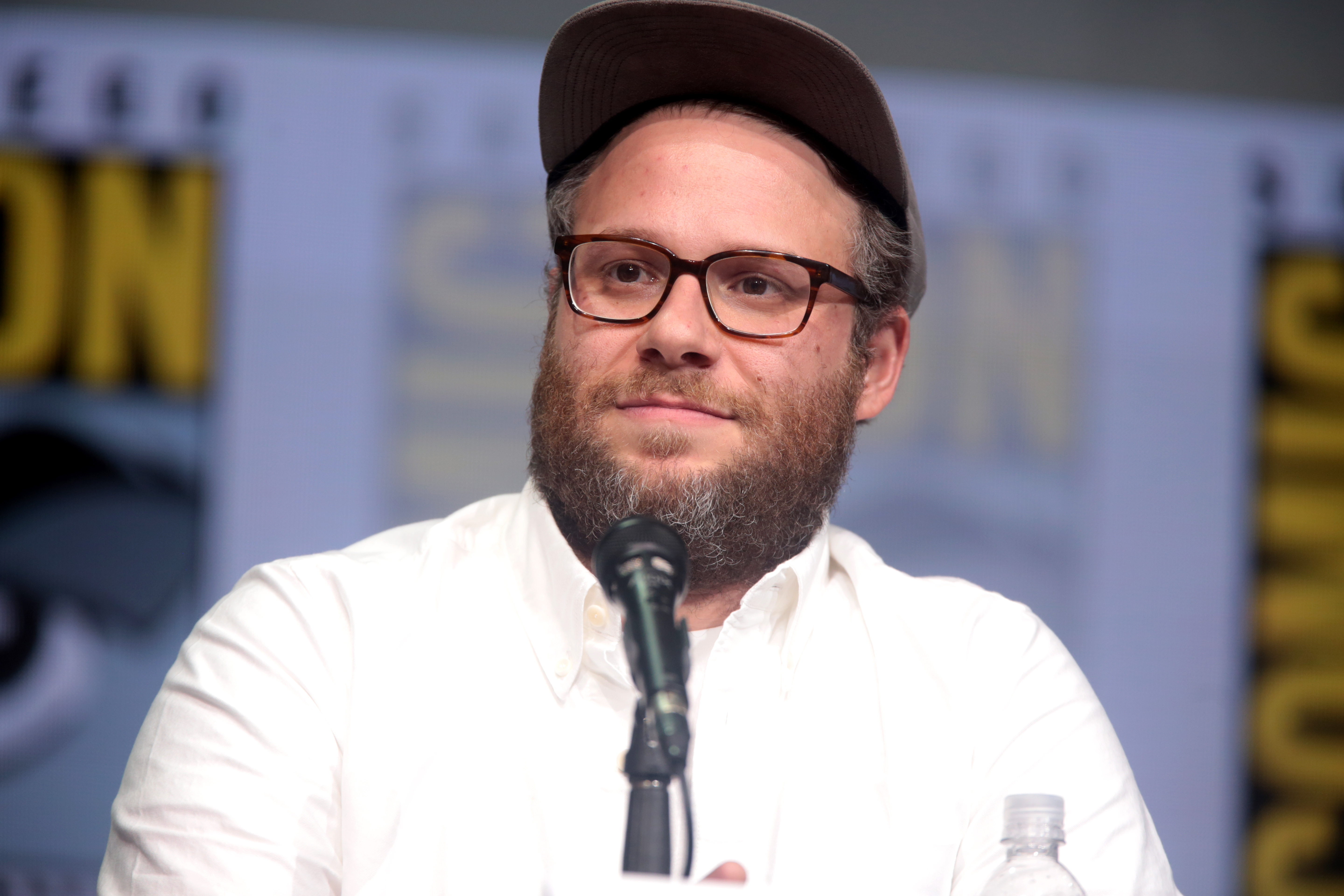
Puis au San Diego Comic-Con 2017 pour la promotion de la deuxième saison.

4. Rédemption (Monster Swamp)
5. Un nouveau départ (South Will Rise Again)
6. Genesis (Sundowner)
7. Disparu (He Gone)
8. Alamo (El Valero)
9. Bienvenue en enfer (Finish the Song)
10. Le Grand Jour (Call and Response)

### Deuxième saison (2017)
Elle est diffusée depuis le 25 juin 2017.
1. Sur la route (On the Road)
2. Le saint des tueurs (Mumbai Sky Tower)
3. Une demoiselle en détresse (Damsels)

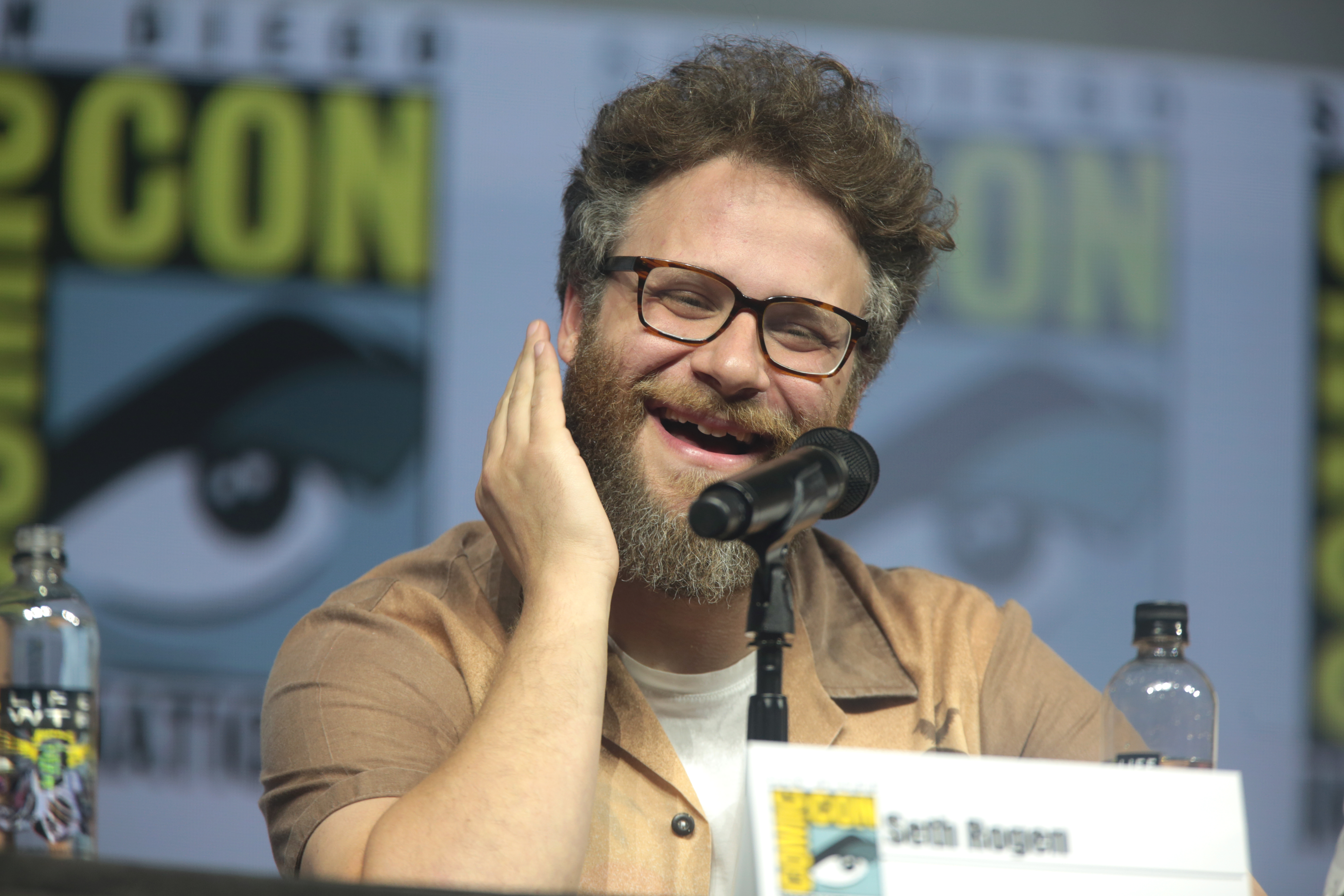
Puis au San Diego Comic-Con 2018 pour la promotion de la troisième saison.

4. Viktor (Viktor)
5. Dallas (Dallas)
6. Le fourgon blindé (Sokosha)
7. Le Graal (Pig)
8. Sur le fil (Holes)
9. Etat de siège (Puzzle Piece)
10. Le messie (Dirty Little Secret)
11. L'évasion (Backdoors)
12. À genoux (On Your Knees)
13. À la vie, à la mort (The End of the Road)

### Troisième saison (2018)
Elle est diffusée depuis le 24 juin 2018.
1. Angelville (Angelville)
2. Un énième plan (Sonsabitches)
3. Pacte de sang (Gonna Hurt)
4. Les catacombes (The Tombs)
5. Le cercueil (The Coffin)
6. Les enfants du sang (Les Enfants du Sang)
7. Une équipe hors du commun (Hitler)
8. Ange et démon (The Tom/Brady)
9. Express pour l'enfer (Schwanzkopf)
10. Règlement de comptes à Angelville (The Light Above)

### Quatrième saison (2019)
Elle est diffusée depuis le 4 août 2019.
1. Massada (Masada)
2. Chacun cherche son graal (Last Supper)
3. Bensonhurst (Deviant)
4. Mission de sauvetage (Search and Rescue)
5. Melbourne (Bleak City)
6. L'escalade (The Lost Apostle)
7. Tous les coups sont permis (Messiahs)
8. La colère de Dieu (Fear of the Lord)
9. Compte à rebours (Overture)
10. Fin du monde (End of the World)

## Accueil

### Réception critique
La première saison a reçu des critiques largement positives de la part des critiques. Le site Web de regroupement des avis Rotten Tomatoes a attribué à la saison un taux d'approbation de 89%, basé sur 68 avis, avec une note moyenne de 7.64 / 10. Le consensus critique du site énonce : « une célébration palpitante de l’étrange, Preacher se vante suffisamment de gore et de joie pour faire de cette adaptation visuellement époustouflante un must pour les fans de la bande dessinée et les nouveaux venus. » Metacritic, qui utilise une moyenne pondérée, a constaté que la première saison avait reçu des « critiques généralement favorables » avec un score de 76 sur 100, basé sur 37 critiques. Eric Goldman d'IGN a donné à l'épisode pilote une note de 8,8 / 10, louant le « formidable mélange d'éléments comiques et d'horreur »" et « l'excellent casting », en louant particulièrement Tulip de Ruth Negga.
La deuxième saison a reçu des critiques généralement positives de la part des critiques. Pour Rotten Tomatoes, la saison a une note d'approbation de 90%, basé sur 24 commentaires, avec une note moyenne de 7.67 / 10. Selon le consensus critique du site, « la deuxième saison de Preacher bénéficie d'une narration plus ciblée, sans rien sacrifier de son plaisir magnifique, violent et insensé. » Sur Metacritic, la série a de nouveau reçu des « critiques généralement favorables » avec un score de 76 sur 100 pour la deuxième saison, basée sur 9 critiques.
La troisième saison a reçu des critiques généralement favorables de la part des critiques. Sur Rotten Tomatoes, la saison a une note d'approbation de 92%, basé sur 13 commentaires, avec une note moyenne de 7.62 / 10. Selon le consensus critique du site, , a déclaré à IGN Jesse Scheeden lors de la première saison de la saison, un score de 8,7 sur 10 et a déclaré que « Preacher s’aventure enfin dans l’un des meilleurs morceaux du comique, et que, pour l’instant, la nouvelle saison semble aller dans la bonne direction. » Angelville « réussit à raconter une histoire sombre et centrée, qui établit la relation entre Jesse et sa grand-mère et de faire en sorte que nos héros se sentent plus vulnérables que jamais. »
La quatrième et dernière saison a un taux d'approbation de 75% sur le site, basé sur 10 critiques, avec une note moyenne de 7,32/10 : « Preacher revient aussi créative dans la violence, sanglante et profane que jamais, mais semble manquer de souffle pour sa saison finale. »

## Sorties DVD et disque Blu-ray
| 1 | 10 | 4 octobre 2016   | 26 octobre 2016 | 26 octobre 2016 | 4 | Sony Pictures Home Entertainment |
| 2 | 13 | 14 novembre 2017 | 17 janvier 2018 | 17 janvier 2018 | 4 | Sony Pictures Home Entertainment |